# Fórmula de la Coca-Cola

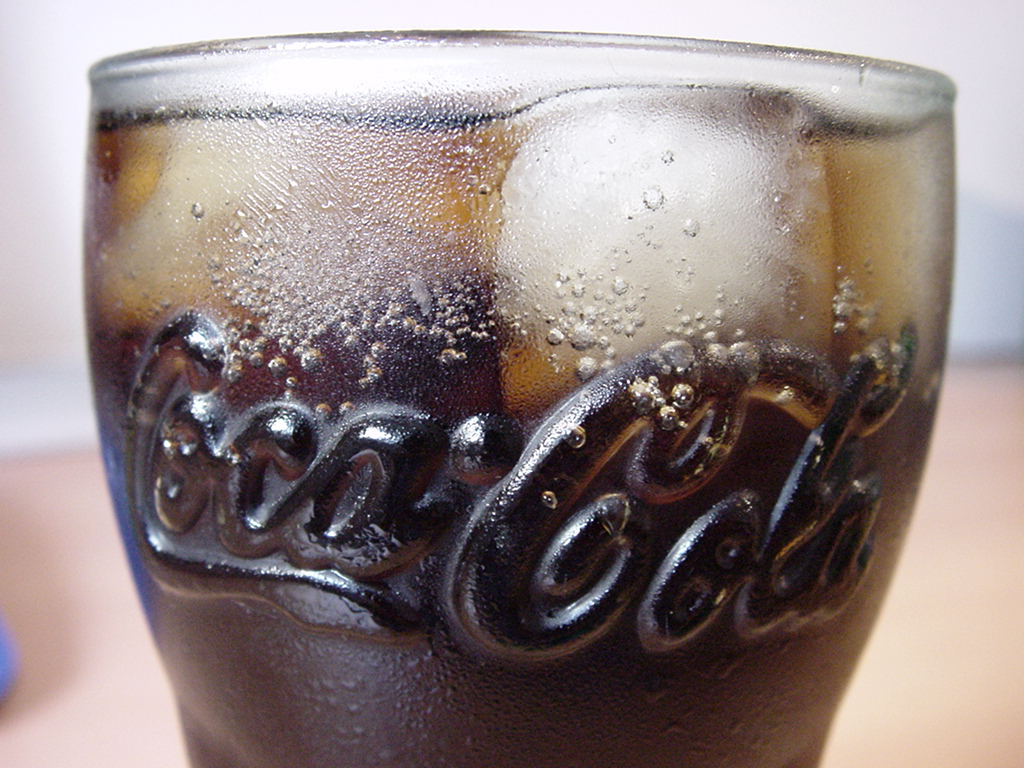
Vaso con Coca-Cola.

La fórmula de la Coca Cola es el nombre con que se conoce a la receta "secreta" usada para elaborar la Coca-Cola. La empresa presenta la fórmula como un secreto y es usada como estrategia de mercadotecnia.
El 8 de mayo de 1886 fue formulada por el farmacéutico John Pemberton como un jarabe para problemas estomacales. Fue su contable Frank Mason Robinson quien introdujo la marca e ideó el logotipo. Fue patentada el 21 de enero de 1893, fecha desde la cual empezó a ser comercializada y expandida a nivel mundial.
La fórmula incluye un jarabe y una mezcla de sabores concentrados con base en hojas de coca (Erythroxylum coca) y la nuez de cola (Cola acuminata), que luego se mezcla con agua carbonatada y otros ingredientes menores. La mezcla se distribuye a los locales de las empresas embotelladoras de gaseosas para su posterior comercialización.

## Contenido

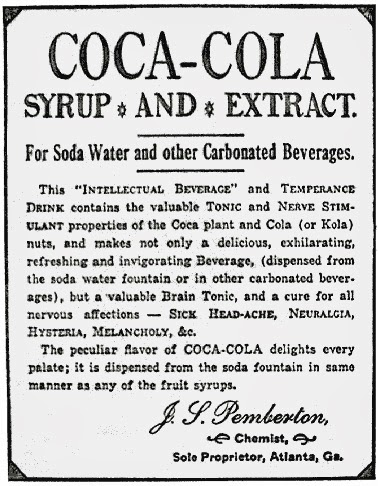
En 1886, la publicidad de Coca-Cola, solamente se basaba en la promoción de dos ingredientes principales: los extractos de la hoja de coca y la nuez de cola. De ahí el origen del nombre de la bebida.

Descripciones publicadas mencionan que contiene cristales de azúcar, caramelo, cafeína, ácido fosfórico, agua carbonatada, extracto de nuez de cola, extracto de frutas, mezclas, vainilla y glicerol. 
El nombre del ingrediente secreto de la Coca-Cola es Merchandise 100X, aunque es solo un método de control publicitario; aparentemente, permanece como un secreto desde su formulación en 1886. La presente fórmula tuvo varios cambios, y Coca-Cola admite con mucha reticencia que la fórmula ha cambiado a través de las décadas.
El sabor cola básico de la Coca-Cola y las bebidas de cola de sus competidores es el resultado de una mezcla de saborizantes cítricos como naranja, lima y limón, y especias como canela, nuez moscada y vainilla.
Investigadores aficionados han tratado de revertir la ingeniería del proceso de producción y los ingredientes. La fórmula secreta ha sido tema de libros, especulaciones y leyendas de mercadotecnia. Ayudados con métodos analíticos modernos, los científicos de alimentos pueden fácilmente identificar la composición de los productos alimenticios, incluyendo la Coca-Cola. La compañía afirma con regularidad que todas las fórmulas publicadas son incorrectas.
Hasta el presente, Coca-Cola usa como ingrediente un extracto de hoja de coca preparado por la Compañía Stepan en su planta industrial en Maywood, Nueva Jersey, en un proceso monitorizado por la Administración de Control de Drogas.
. Se argumenta que este proceso no puede extraer todos los alcaloides de la cocaína a nivel molecular, por lo que la bebida aún contiene trazas del estimulante. La compañía se niega a hacer comentarios sobre la presencia de hojas de coca en la Coca-Cola.
En un célebre desastre corporativo, Coca-Cola presentó New Coke, en 1985, una bebida que no contenía extractos de la hoja de coca. Después de que la opinión pública diera toda clase de opiniones, la receta fue restaurada a la original «clásicamente» formulada. Embotelladores de Coca-Cola en los Estados Unidos sustituyeron el azúcar de caña (sacarosa) por jarabe de maíz (sacarosa+fructosa), aunque todavía es endulzado con azúcar sacarosa en la mayor parte del mundo.

## Recetas propuestas
Las siguientes recetas son simplemente propuestas que con el transcurrir del tiempo han aparecido, pero regularmente The Coca-Cola Company niega su exactitud y las evalúa como incorrectas.

### Receta 1
Esta receta se atribuye a una hoja de papel que se encuentra en un libro antiguo de propiedad del inventor de la fórmula de la Coca-Cola, John Pemberton, justo antes de su muerte (medidas de EE. UU.: Hasta donde se tiene conocimiento esta es la más confiable y sus datos están basados en un filtrado de información por parte de los dos únicos directivos que tienen acceso a la fórmula).
- 1 onza (28 g) de citrato de cafeína.
- 3 onzas (85 g) de ácido cítrico (en la fórmula actual se sustituyó por ácido fosfórico).
- 1 onza (30 ml) de extracto de vainilla.
- 1 cuarto (946 ml) de zumo de lima.
- 30 libras (14 kg) de azúcar.
- 4 onzas (118.3 ml) de extracto fluido de coca (en la fórmula actual fue cambiado por algarrobo).
- 2 ½ galones (9.5 l) de agua.
- Caramelo suficiente para dar color.

- 80 dracmas de aceite de naranja (no usado en China y sureste asiático).
- 40 ídem de aceite de canela (no usado en España, Japón, Australia y Reino Unido).
- 120 íd. de aceite de limón (no usado en Países Bajos, Brasil, Chile, Rusia, Nueva Zelanda y Corea del Sur.)
- 20 íd. de aceite de apio (usado en México y Sudamérica).
- 40 íd. de aceite de nuez moscada (no usado en toda Europa).
- 40 íd. de aceite de neroli (no usado en Perú y Bolivia).
- 1/4 galón de alcohol (no usado en Latinoamérica).

- Indicaciones:
  - "Mezclar la cafeína y el jugo ácido de limón en un cuarto de galón de agua hirviendo, agregar la vainilla y sabor cuando se enfríe. Deje reposar durante 24 horas."[2]
  - Esta receta no especifica cuándo se añade el azúcar, la coca, el caramelo o el resto de agua.[2]

### Receta 2
Esta receta fue plagiada  de Food Flavorings: Composition, Manufacture and Use (2.ª edición) 1968 por Joseph Merory (AVI Publishing Company, Inc., Westport, CT); para un galón (3,8 l) de jarabe. Rendimiento (que se utiliza para dar sabor a las aguas carbonatadas para 1 onza líquida por botella): 128 botellas, o 6,5 onzas líquidas (192 ml):
- Mezclar 2,4 kg de azúcar con suficiente agua para disolver el jarabe de maíz (puede ser sustituido por la mitad del azúcar).
- Añadir 37 g de caramelo; 3,1 g de cafeína, y 11 g de ácido fosfórico

- Extraer la coca de 1,1 g de hoja de coca (Truxillo, hoja crecida preferiblemente) con tolueno; extracto seco de coca.
- Remoje las hojas de coca y las nueces de cola (tanto en polvo finamente; 0,37 g de nueces de cola), en 22 g de 20 % de alcohol.
- Vino blanco fortificado al 20 % (fue utilizado para brindarle sustancia como la solución de remojo hacia 1909, pero Coca-Cola puede haber cambiado por agua simple la mezcla de alcohol).
- Después del remojo y tras descartar la coca y las nueces de cola, agregar el jarabe líquido.
- Añadir 30 g de zumo de limón o un sustituto del agua, como una solución de ácido cítrico y citrato de sodio en el zumo de lima.
- Mezclar 0,88 g de aceite de limón; 0,47 g de aceite de naranja, 0,2 g de cassia (canela china) en aceite, 0,07 g de aceite de nuez moscada, y, si lo desea, los rastros de cilantro, lavanda y aceites de neroli, y añade 4,9 g de alcohol de 95 %.
- Agitar.
- Añadir 2,7 g de alcohol con agua / mezcle el aceite y deje reposar por 24 h a unos 15,5 °C. Observará capas de nubes que se separan.
- Quite la parte clara del líquido y sólo añadir el jarabe.
- Añadir 19 g de glicerina (de origen vegetal, no de origen animal, para que la bebida pueda ser vendida a judíos y musulmanes respetando sus respectivas restricciones dietéticas a causa de sus creencias) y 1,5 g de extracto de vainilla.
- Agregar agua (tratada con cloro) para hacer un galón de jarabe.

### Receta 3
Esta receta es atribuida a un farmacéutico llamado John Reed.
- 30 lb (14 kg) de azúcar.
- 2 US gal (7,6 l; 1,7 imp gal) de agua.
- 1 US qt (950 ml; 33 imp fl oz) de zumo de lima.
- 4 oz (110 g) de citrato de cafeína.
- 2 oz (57 g) de ácido cítrico.
- 1 US fl oz (30 ml; 1,0 imp fl oz) de extracto de vainilla.
- 3/4 US fl oz (22,18 ml; 0,78 imp fl oz) de extracto de nuez de cola.
- 5/6 US fl oz (22,18 ml; 0,78 imp fl oz) de extracto de coca.

Un estudio reciente afirmó que por cada litro contenía 10 miligramos de alcohol, es decir, el 0.001 % del volumen. Algo muy normal, sobre todo teniendo en cuenta la época en la que surgió la Coca-Cola la función que tenía de aliviar el estómago y otros males menores, y en aquella época era normal dar algo de alcohol suave (coñac principalmente) para reducir la sensación de mareo.